# Barbezieux-Saint-Hilaire
Barbezieux-Saint-Hilaire este o comună în departamentul Charente, Franța. În 1 ianuarie 2022 avea o populație de 4.738 de locuitori.

## Personalități născute aici
- Philippe Besson (n. 1967), scriitor.